# Moritz de Hadeln
Moritz de Hadeln, né le 21 décembre 1940 à Exeter, est un réalisateur, photographe et directeur de festivals de cinéma de citoyennetés anglaise et suisse.

## Biographie
Moritz de Hadeln naît le 21 décembre 1940 à Exeter, en Angleterre. Naturalisé citoyen suisse en 1986, il grandit à Florence, mais suit sa scolarité dans la région de Nyon, où vivait sa grand-mère. Il est d'origine anglaise par son père et roumain par sa mère. 
Après des études de réalisation à Paris, il commence sa carrière comme photographe et documentariste : Le Pèlé (1963), Ombres et Mirages (1966). 
Il habite Gland, dans le canton de Vaud, depuis 1967. 

### Direction de festivals
En 1969, il fonde avec sa femme Erika (1941–2018) le Festival international du film documentaire de Nyon, qu’il dirige jusqu’en 1979. 
De 1972 à 1977, il est  directeur du Festival international du film de Locarno. Il  démissionne « à la suite de divergences profondes avec le comité d'organisation ».
En 1979, de Hadeln est invité à diriger le Festival international du film de Berlin (Berlinale). Au début des années 1980, malgré la guerre froide, il réussit à faire cohabiter Est et Ouest dans cette ville divisée. Voyageur infatigable, de Hadeln est l’un des premiers à révéler le nouveau cinéma chinois. Il porte à la reconnaissance internationale Zhang Yimou (Le Sorgum Rouge, 1988), Ang Lee (La Noce, 1993) et Tsai Ming-liang (Rebels of the Neon God, 1993). La Berlinale prend un nouvel essor après la chute du mur de Berlin en 1989, dans la capitale de l'Allemagne réunifiée. En l’an 2000, il réussit avec succès à déplacer l’ensemble de la manifestation vers la Potsdamer Platz, après la reconstruction de cette dernière. À la Berlinale, de Hadeln crée le Marché européen du film et la section "Panorama" après avoir encouragé et soutenu la création du Gay Teddy Bear. 
En 2002, Moritz de Hadeln devient le premier étranger à diriger la Mostra de Venise. Initialement nommé à titre transitoire, il s'y distingue par ses prises de positions contre les pressions politiques du gouvernement de Silvio Berlusconi. Sous la présidence de Franco Bernabè, il entreprend de moderniser les structures de l’organisation et réalise, notamment en 2003, une programmation qui reçoit les éloges des médias. Le ministre de la Culture Giuliano Urbani met néanmoins son veto à la prolongation de son mandat, contre l’avis du conseil d’administration de la Biennale et de l’Association des auteurs de films.
En 2005, Moritz de Hadeln accepte d’être le délégué général à la programmation du nouveau Festival international de films de Montréal (Canada) organisé sous l’impulsion de Téléfilm Canada et de la SODEC par un regroupement de producteurs et de distributeurs coordonnés par l’Équipe Spectra, plus connue pour son festival de Jazz. Se heurtant à la concurrence et aux polémiques déchaînées par les autres manifestations cinématographiques de Montréal, à l’hostilité de la presse locale comme à l’inexpérience de l’équipe Spectra dans le domaine du cinéma, le festival boudé par le public se solde finalement par un important déficit. L’initiative destinée à redonner au Québec un festival de prestige est bientôt abandonnée.

### Autres activités
Moritz de Hadeln a été membre de “l’Association suisse des réalisateurs”, président de “l’Association internationale des documentaristes” (AID) et membre du Conseil de la fondation culturelle Allianz. Il est actuellement membre de l’Académie européenne du cinéma (EFA). Il a servi dans de nombreux jury, notamment à Moscou, Montréal, Venise, Taormina, Teheran ou Damas. 
En 2001, Moritz de Hadeln fonde à Berlin, ensemble avec sa femme Erika, “de Hadeln & Partners”, une société spécialisée dans le conseil en matière de cinéma et l’organisation d’événements. 
Membre du Parti socialiste, il siège au Conseil communal (législatif) de Gland depuis 2008. En 2011, il rejoint Les Verts et se porte candidat à la Municipalité (exécutif), mais se retire au second tour. Il préside le Conseil communal en 2013. 

### Distinctions
- 2001 : Prix européen à Strasbourg[1]

- 2001 : Teddy Award[10]

- 2000 : Officier de l’Ordre du Mérite de la République Fédérale allemande

- 1988 : commandeur de l’Ordre du Mérite de la République italienne

- 1986 : commandeur de l’Ordre des Arts et des Lettres